# 歐陽觀
歐陽觀（952年—1010年），中國吉州永豐（今屬江西吉安）人，歐陽曄之兄，歐陽修之父，歷任泗州、綿州推官，歐陽修任参知政事（副相）之時，追封其為崇國公，夫人鄭氏（歐陽修母，981年-1052年）追封魏国太夫人。

## 生平
宋真宗咸平三年（公元1000）49歲考中進士，開始步入仕途。先後任道州（今湖南道縣）判官，泗州（今安徽泗縣），綿州（今四川綿陽市）推官，最後做過泰州（今江蘇泰州市）判官。其子歐陽脩更是名垂青史的先賢。歐陽觀死後歸葬於故鄉永豐縣沙溪鎮之瀧岡。他和夫人鄭氏的合葬墓至今保存完好。